# Aspidapion

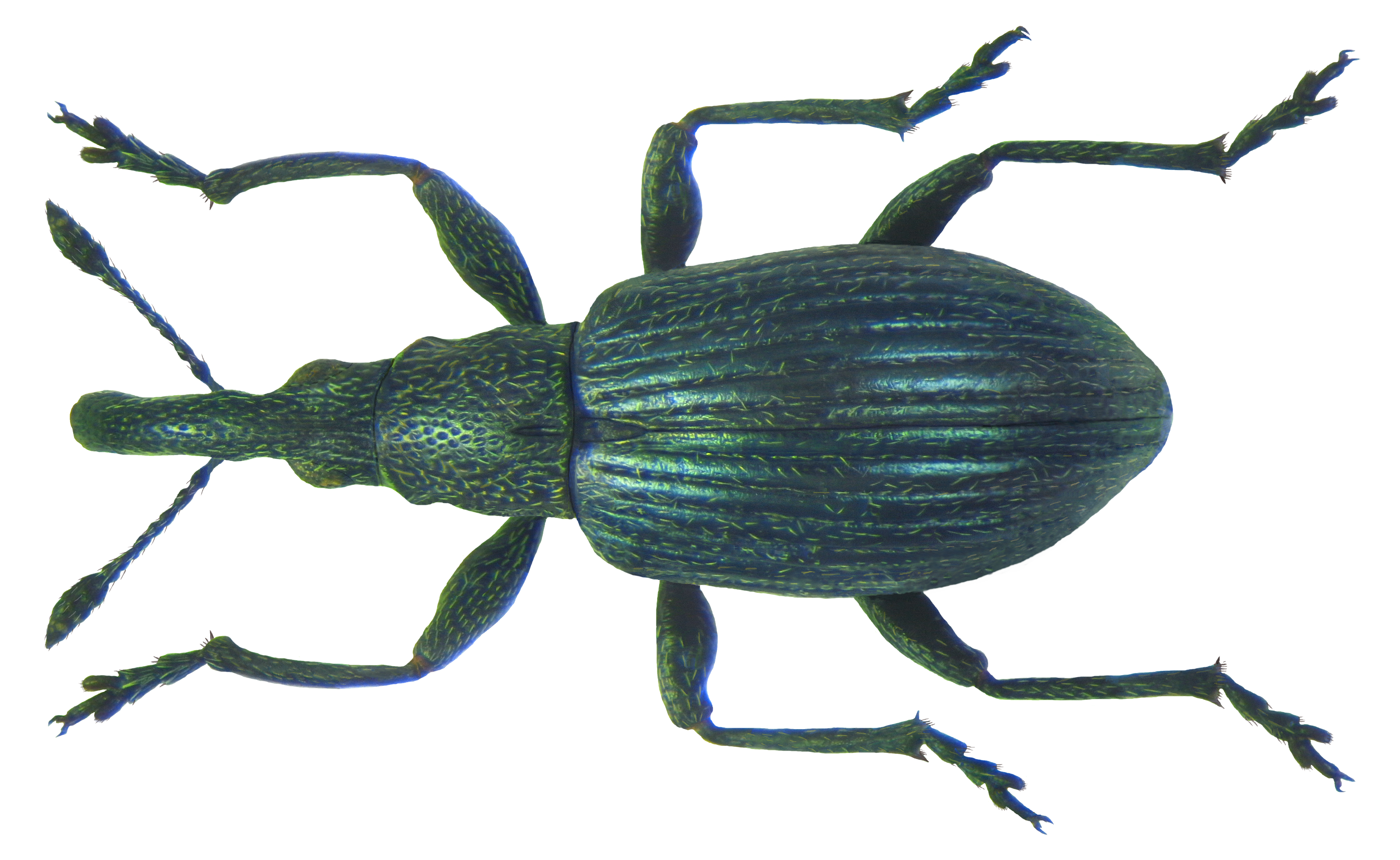
Aspidapion radiolus

Aspidapion – rodzaj chrząszczy z rodziny pędrusiowatych, podrodziny Apioninae i plemienia Aspidapiini.
Takson ten opisany został w 1901 roku przez Friedricha Juliusa Schilsky'ego. Dawniej traktowany był jako podrodzaj z rodzaju Apion.
Chrząszcze o błyszczącym, pozornie bezwłosym ciele. Czułki smukłe, o drugim członie biczyka widocznie cieńszym niż pierwszy. Tarczka 2 do 2,5 raza dłuższa niż u nasady szeroka, zwykle z guzkami u wierzchołka i podstawy.
Należą tu podrodzaje i gatunki:
- Aspidapion (Aspidapion) Schilsky, 1901
  - Aspidapion acerifoliae Suppantschitsch, 1996
  - Aspidapion caprai Giusto, 1993
  - Aspidapion radiolus (Marsham, 1802)
  - Aspidapion soror (Rey, 1895)
  - Aspidapion validum (Germar, 1817)

- Aspidapion (Koestlina) Alonso-Zarazaga, 1990
  - Aspidapion aeneum (Fabricius, 1775)

W Polsce występują: A. aeneum, A. radiolus i A. validum.